# Euphémie Muraton
Pour les articles homonymes, voir Muraton.
Euphémie Muraton est une peintre française née à Beaugency le 11 avril 1836 et morte à Saint-Denis-sur-Loire le 2 janvier 1914.

## Biographie

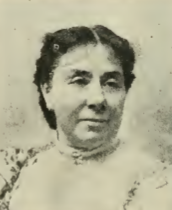
Euphémie Muraton vers 1896

Née Camille Euphémie Duhanot, elle épouse en 1854 le peintre Alphonse Muraton dont elle est l'élève.
Elle débute au Salon de 1868 et se spécialise dans la représentation de natures mortes et de compositions florales ainsi que d’animaux.
Deux ventes importantes de ses œuvres sont effectuées à Drouot par Eugène Féral en 1888 et 1890.
En 1893, elle expose parmi trente femmes peintres françaises à l'exposition universelle de Chicago au pavillon des Femmes.
Elle est la mère de Louis Muraton.

## Réception critique

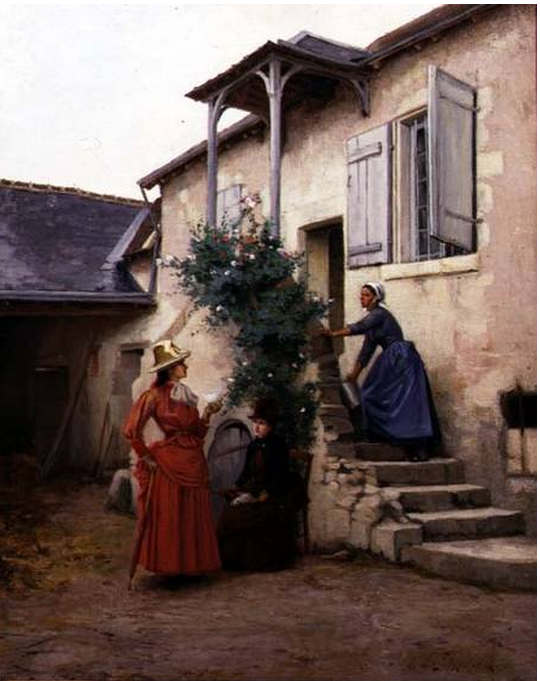
Deux femmes dans une cour (huile sur toile, s.d.).

« Les deux grands tableaux de Mademoiselle Laurenceau (de Beaugency), manquent de relief… Que ne prend-elle pour modèles de vigueur et de vie les toiles de sa compatriote Madame Muraton. C'est dans les légumes de cette dernière que l’on voit se déployer une énergie rare chez une femme. Quelle exactitude dans le dessin et quelle vérité dans la couleur ! On se croirait sur le carreau des halles... Le même nom de Muraton signe deux portraits au pastel d'une beauté remarquable. Je ne saurais passer sans rendre hommage à M. Alphonse Muraton, né à Tours, élève de Drolling et de Jacquinet. Je ne sais si M. Muraton est le père ou le mari de la précédente, mais il est à coup sûr son parent par la finesse et par l'éclat de son talent. »

— Renée Biémont, « Les artistes orléanais au salon de 1865 », Annales religieuses & littéraires de la ville et du diocèse d’Orléans, IVe volume, n° 2, 3 juin 1865, tome, I, p. 32-33.

## Œuvres dans les collections publiques
- Angers, musée des Beaux-Arts : Pêches et branche de prunes, vers 1908[4]
- Rouen, musée des Beaux-Arts de Rouen : Le Panier renversé, vers 1882[5]